# Road America 180
Das Road America 180 war ein Autorennen der NASCAR Nationwide Series, welches auf der Road America in Elkhart Lake, Wisconsin stattfand. Aufgrund der Einstellung des Nationwide-Series-Rennbetriebes auf der Milwaukee Mile in West Allis, Wisconsin wurde das Rennen in den Rennkalender aufgenommen, so dass weiterhin eine Rennstrecke des Bundesstaates Wisconsin im Rennkalender der Nationwide Series vertreten ist. Am 19. Juni 2010 wurde das Rennen erstmals ausgetragen.

## Sieger
- 2010: Carl Edwards
- 2011: Reed Sorenson